# Olympique lillois
Pour les articles homonymes, voir OL.
L'Olympique lillois, abrégé en OL, est un club omnisports français fondé en 1902 et disparu au milieu des années 1940, date de sa fusion avec le Sporting Club fivois pour donner naissance au Stade lillois aujourd'hui connu sous l’appellation LOSC.
Différentes sections de l'OL ont été sacrées championnes de France dans les années 1920 et 1930. La section hockey sur gazon est la première à connaître le succès national avec trois titres entre 1921 et 1924. Ensuite, les footballeurs de l'OL deviennent champions en 1933, au sein du premier championnat de France de football professionnel. La section basket-ball est elle championne en 1934 sous le statut amateur.

## Repères historiques
Créé en 1902, l'Olympique lillois (OL), club omnisports, voit le jour avec le soutien d'industriels et notables lillois,. L'Iris Club lillois et le Stade lillois, qui ont fusionné entre eux pour devenir l'Iris-Stade lillois, sont absorbés par l'OL en 1907,. André Nicodème, président de l'Iris Club, devient le premier président de l'Olympique lillois. Il cède sa place cinq ans plus à André Billy, cofondateur du club,.
Le football étant un sport très populaire à l'époque et se développant rapidement dans la région,, les dirigeants décident de concentrer leurs efforts sur la section football de l'OL.
Après le passage d'Eugène Hennart dans les années 1910,,, Henri Jooris prend la présidence de l'OL en 1919.

## Sections sportives

### Basket-ball
Même si l'OL voit le jour en 1902, le club ne crée la section basket-ball qu'en 1924. Sous le statut amateur, l'OL connaît le succès dans les années 1930 en atteignant trois fois de suite la finale du championnat de France. Champion de France lors de la saison 1933-1934, l'OL a perdu les deux autres finales en 1933 et 1935. La section basket-ball disparaît au milieu des années 1940.

### Football
L'OL est une des valeurs sûres du football du Nord-Pas-de-Calais, en glanant 7 titres régionaux en 20 ans. Les Dogues (surnom des joueurs évoluant au club) parviennent même à se faire une place sur le plan national en remportant en 1914 le championnat de France USFSA et le Trophée de France. 
D'abord favorables au professionnalisme, l'OL et son président Henri Jooris se rétractent ensuite par peur de perdre son influence régionale. Poussé par la professionnalisation du SC Fives, le club adhère finalement au statut professionnel en 1932. Ce choix s'avère bénéfique puisque l'OL remporte la première édition du championnat de France de football professionnel, en battant en finale l'AS Cannes en 1933.

### Hockey sur gazon
Lors de l'absorption du club omnisports l'Iris Club lillois par l'Olympique lillois en 1907, la section Hockey de l'iris est dissoute. Elle réapparaît trois ans plus tard à la fois en section féminine et masculine. Seule équipe de la région jusqu'à la création de la Ligue du Nord en 1920, elle prend alors son essor et remporte trois championnat de France en 1921, 1923 et 1924.
En 1924, les joueurs et leur entraineur regrettant que les principaux efforts du club aillent à la section football, prennent leurs indépendances pour créer le Lille Hockey Club jouant à Lambersart sur un terrain loué à un agriculteur.

### Rugby à XV
L'Olympique lillois a été champion du Nord en 1921, 1922 et 1924.

## Présidents
| Rang | Nom               | Période   |
| ---- | ----------------- | --------- |
| 1    | André Nicodème    | 1902-1907 |
| 2    | André Billy       | 1907-1911 |
| 3    | Eugène Hennart    | NC        |
| 4    | Henri Jooris      | 1919-1932 |
| 5    | Gabriel Caullet   | 1932-1940 |
| 6    | Henri Kretzschmar | 1940-1941 |
| 7    | Pierre Delfortie  | 1941 - ?  |
| 8    | Francis Bonduel   | ? - 1944  |